# 1926 Demiddelaer
1926 Demiddelaer eller 1935 JA är en asteroid i huvudbältet som upptäcktes 2 maj 1935 av den belgiske astronomen Eugène Joseph Delporte i Uccle. Det har fått sitt namn efter ett av upptäckarens barnbarnsbarn, Mireille Demiddelaer.
Asteroiden har en diameter på ungefär 17 kilometer och den tillhör asteroidgruppen Eunomia.